# 제비추리

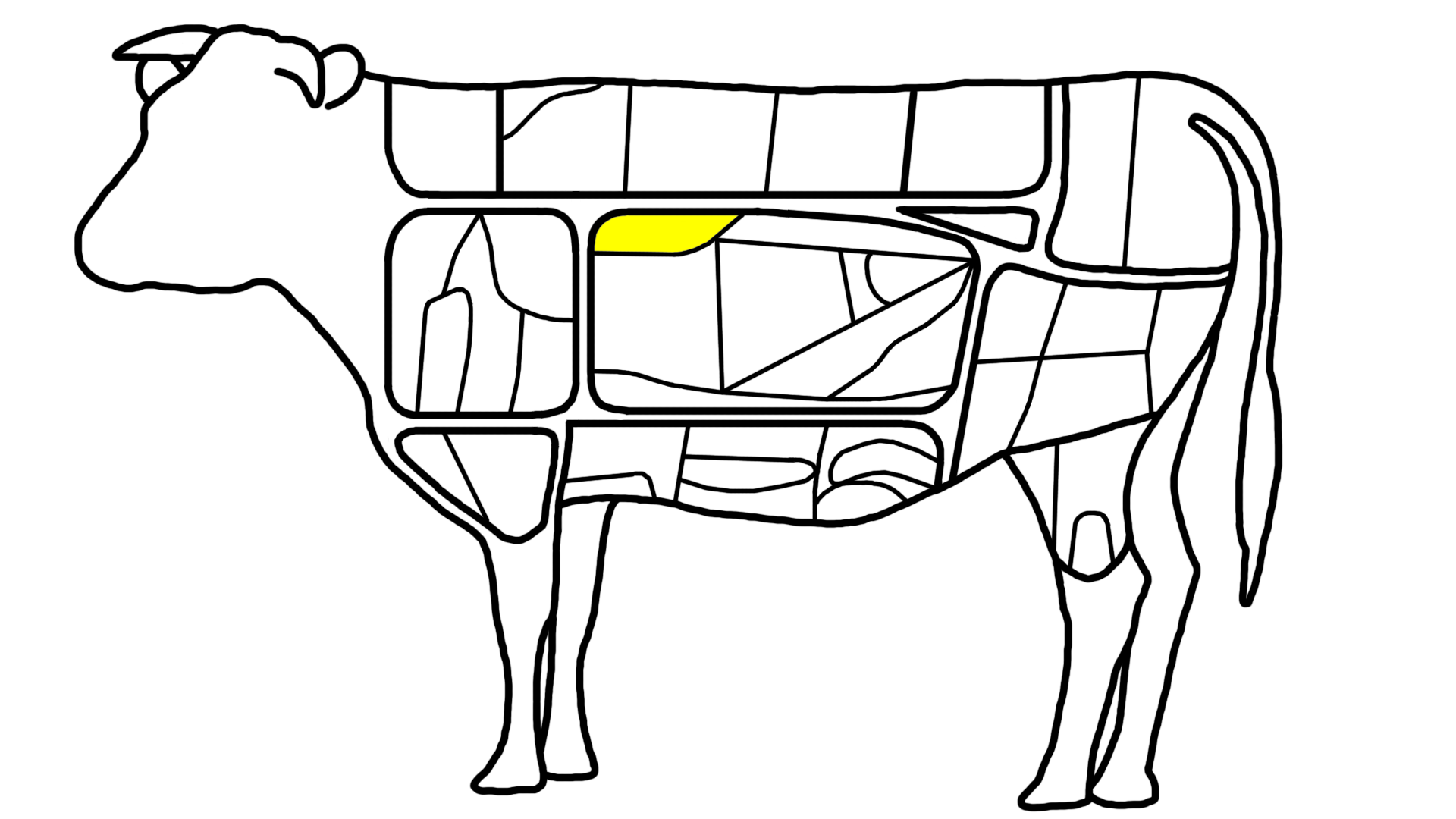
제비추리

제비추리는 쇠고기 갈비의 하위 정형 부위이다. 목뼈에서 갈비 앞쪽까지, 제1등뼈에서 제6등뼈와 갈비뼈 접합 부위를 따라 길게 붙어 있는 띠 모양의 긴목근을 목심과 등심이 분리되는 지점에서 직선으로 절단하여 분리·정형한 것이다. 토시살이나 안창살처럼 진한 붉은색이며, 주로 구이용으로 사용된다. 소 한 마리당 약 250g 정도의 제비추리가 2개 생산된다.

## 같이 보기
- 갈비살
- 꽃갈비
- 마구리
- 본갈비
- 안창살
- 참갈비
- 토시살